# Jasper André Friedrich
Jasper André Friedrich, auch Jasper A. Friedrich, (* 7. Mai 1965 in Leipzig)
ist ein deutscher Kommunikations- und Medienwissenschaftler und Journalist. Er promovierte in Sozialwissenschaften und Philosophie.

## Leben
Jasper André Friedrich besuchte von 1971 bis 1981 die POS in Leipzig und machte anschließend eine Berufsausbildung als Bautischler. Nach seinem 1992 in Meißen abgelegten Abitur studierte er Kommunikations- und Medienwissenschaft und Philosophie an der Universität Leipzig sowie 1996 zehn Monate Philosophie an der Universität Bologna (Italien). Von 2003 bis 2007 war Friedrich Doktorand für Kommunikations- und Medienwissenschaft an der Universität Leipzig.
Jasper André Friedrich ist verheiratet, hat ein Kind und lebt in Leipzig.

## Werdegang
Friedrich war freier Journalist bei verschiedenen Zeitungen und Zeitschriften. 1987 gründete er das erste ostdeutsche Musikfanzine für Independent- und Punkmusik "Messitsch" in Leipzig mit Raban Ruddigkeit und Jan Hohmann. Mit Unterbrechungen arbeitete er in der Sendevorbereitung von MDR Info und als Redakteur für verschiedene Produktionen von VOX, ZDF, Geo TV. 2007 gründete er das Leipziger Marktforschungs- und beratungsunternehmen Comstrat und war dessen Geschäftsführer bis 2012.
Nach dem Studium der Philosophie und Kommunikations- und Medienwissenschaften in Leipzig und Bologna wirkte Friedrich unter anderem als wissenschaftlicher Mitarbeiter an der TU Ilmenau, der Universität Bern, als Hochschuldozent in Vertretung von Professuren an der HTWK Leipzig und der Universität Leipzig. Danach wurde er als Professor für Journalismus und Unternehmenskommunikation an die Berliner Hochschule für Medien, Kommunikation und Wissenschaft HMKW berufen. Seit 2017 lehrt er als Professor für Öffentliche Kommunikation an der Hochschule Hannover.

## Forschungsschwerpunkte
Seine Forschungsschwerpunkte sind Kommunikationswissenschaft, Kommunikationsphilosophie, Trendforschung, Digitalisierung und Alltag, Medien und Bildung, Gender- und Medien, Mediensport.

## Werke (Auswahl)
- Jasper A. Friedrich: Politische Instrumentalisierung von Sport in den Massenmedien. Halem, Köln 2010, ISBN 978-3-938258-54-5 (halem-verlag.de).
- Hans-Jörg Stiehler, Jasper A. Friedrich: Zuspiele: Beginn und Ende der Sportberichterstattung im DDR-Fernsehen. 1. Auflage. Universitätsverlag, Leipzig 2004, ISBN 978-3-937209-81-4.
- Jasper A. Friedrich: Zensur und Einflussnahme in Sport und Medien. Politische Instrumentalisierung von TV-Sportberichterstattung in der DDR und ein Ansatz zum Vergleich mit heutiger Fernsehpraxis. In: Museum für deutsche Geschichte Köln (Hrsg.): Beiträge zur Geschichte der Medien. Köln 2010.
- Jasper A. Friedrich: Fernsehsportberichterstattung im DDR-Fernsehen im Überblick. Hrsg.: Bundeszentrale für politische Bildung. Bonn 2010.
- Jasper A. Friedrich, U. Schwab, H.-J. Stiehler: Fernsehen als Instrument – instrumentalisiertes Fernsehen. In: R. Steinmetz, Reinhold Viehoff (Hrsg.): Deutsches Fernsehen Ost. Eine Programmgeschichte des DDR-Fernsehens. Verlag für Berlin-Brandenburg, Berlin 2008, ISBN 978-3-86650-488-2 (Buch mit DVD).
- Jasper A. Friedrich: Politische Instrumentalisierung von Massenmedien. Eine strukturationstheoretische Analyse der Fernsehsportberichterstattung im DDR-Fernsehen. Hrsg.: Universität Leipzig. 2007 (Zusammenfassung zur Dissertation „Politische Instrumentalisierung von Massenmedien“ [PDF; 425 kB; abgerufen am 20. Oktober 2011]).
- Jasper A. Friedrich: Zwischen Improvisation und internationalem Standard – Produktionstechnik und -ablauf im Bereich Sportfernsehen des DFF. (PDF 1,27 MB) In: DDR-Sportfernsehen. Universität Leipzig, abgerufen am 21. Oktober 2011.
- Jasper A. Friedrich, Susanne Weickert: Die Standardsendungen des DDR-Sportfernsehens – Ein erster Ansatz zur Periodisierung der Entwicklung der Programmsparte Sport. (PDF 482 kB) In: DDR-Sportfernsehen. Universität Leipzig, abgerufen am 21. Oktober 2011.
- Jasper A. Friedrich, Fernando Ramos Arenas: Bedingt eingestimmt. In: Indes. Band 3, Ausgabe 1, 2014, S. 95–104, doi:10.13109/inde.2014.3.1.95.